# Stradă înzăpezită, Argenteuil
Stradă înzăpezită, Argenteuil este o pictură peisagistică în ulei pe pânză din 1875 a pictorului francez Claude Monet. Este cea mai mare dintre cele nu mai puțin de optsprezece lucrări pictate de Monet din comuna sa natală, Argenteuil, în timp ce se afla sub o pătură de zăpadă în timpul iernii 1874–1875. Această pictură este cea mai mare dintre cele optsprezece. Atenția la detalii evidentă în picturile mai mici este mai puțin evidentă în această imagine mai mare. În schimb, Monet a redat suprafețe mari ale pânzei în tonuri și culori asemănătoare cu albastru și gri. Aplicarea unor tușe mai mici de verde, galben, roșu și albastru mai închis rup aceste întinderi mari, iar dispersia aproape coregrafiată a acestor culori ajută la legarea imaginii. Pictarea suprafeței drumului este mai groasă decât în alte zone ale picturii și pasta este sugestivă pentru senzația de zăpadă răscolită.
Majoritatea picturilor din seria Zăpada din Argenteuil din iarna 1874–1875 au fost pictate din locații apropiate casei de pe bulevardul Saint-Denis (acum bulevardul Karl Marx nr. 21) în care tocmai se mutaseră Monet și familia sa. Această pictură prezintă bulevardul Saint-Denis privind în direcția intersecției cu strada de la Voie-des-Bans, cu râul Sena în spate și gara locală din spatele lui Monet în timp ce pictează.
În decembrie 1879 pictura a fost achiziționată de la Monet de Théodore Duret. Amintind de o conversație cu artistul Édouard Manet, Duret a spus câțiva ani mai târziu că, „Într-o iarnă, el [Manet] a vrut să picteze o scenă de zăpadă. Am avut în posesia mea doar o astfel de piesă de la Monet. După ce a văzut-o, el a spus „Este perfect! Nu aș ști cum să fac mai bine”, după care a renunțat la pictarea zăpezii.” Tabloul a fost achiziționat de la Duret de către comercianții de artă Boussod, Valadon și Cie din Paris în 1892; apoi de Harris Whittemore din Naugatuck, Connecticut în 1893. Acquavella Galleries din New York a achiziționat pictura la începutul anilor 1970, apoi a fost achiziționată de Simon Sainsbury în jurul anului 1973. Acesta a lăsat-o moștenire către National Gallery, Londra, în 2006 și a rămas acolo de atunci.